# George O'Neill
George O'Neill (Port Glasgow; 26 de julio de 1942) es un exfutbolista escocés nacionalizado estadounidense.

## Clubes
| Club               | País           | Año       |
| ------------------ | -------------- | --------- |
| Celtic             | Escocia        | 1962-1964 |
| Barrow             | Escocia        | 1964-1965 |
| Dunoon Athletic    | Escocia        | 1965-1966 |
| Patrick Thistle    | Escocia        | 1966-1970 |
| Greenock Morton    | Escocia        | 1970-1971 |
| Dunfermline        | Escocia        | 1971-1972 |
| St. Mirren         | Escocia        | 1972-1973 |
| Philadelphia Atoms | Estados Unidos | 1973-1976 |

## Palmarés

### Títulos nacionales
| Título                       | Equipo             | País           | Año  |
| ---------------------------- | ------------------ | -------------- | ---- |
| North American Soccer League | Philadelphia Atoms | Estados Unidos | 1973 |